# Oltcit S.A.
Oltcit S.A. war ein rumänischer Automobilhersteller mit Sitz in Craiova.

## Geschichte
Das Unternehmen wurde am 27. Dezember 1976 als Joint Venture von Citroën und dem rumänischen Staat gegründet, wobei Citroën 36 % der Anteile hielt. Auf rumänischer Seite waren der Industrieverband für die Produktion von Personenkraftwagen und Nutzfahrzeugen und Auto Dacia mit 49 % bzw. 15 % beteiligt. Eine Quelle beziffert die französische Beteiligung am Unternehmenskapital auf nur 25 %.
Der Name setzt sich aus dem des Flusses Olt und dem des Gesellschafters Citroën zusammen.
Es war eine Jahresproduktion von 130.000 Fahrzeugen und 158.000 Motoren geplant, von der 50.000 Pkw nach Frankreich exportiert werden sollten. Diese Fahrzeuge sollten gleichzeitig als Bezahlung der importierten Technologie und einiger zugelieferter Teile dienen. Eine Quelle gibt jedoch an, dass die rumänische Außenhandelsbank für die Errichtung der Fabrik ein Darlehen von 75 Millionen Dollar aufgenommen hat.
Rumänien konnte das Werk nur mit erheblichen Verzögerungen errichten, aufgrund eines Mangels an qualifizierten Zulieferern musste die Produktion im CKD-Verfahren erfolgen, und zudem konnte auch Citroën die ersten Bausätze 1981 nur mit erheblicher Verspätung liefern. Die Vorstellung des zu produzierenden Fahrzeugs fand am 15. Oktober 1981 auf der Bukarester Messe statt. Die Produktion begann Anfang 1982 und blieb erheblich hinter den Planungen zurück. Durch mangelnde Erfahrung gab es schwere Qualitätsmängel, die nachgearbeitet werden mussten. Im ersten Jahr wurden nur 7915 und 1983 8200 Wagen gefertigt. In den beiden produktivsten Jahren 1984 (37.000 Fahrzeuge) und 1985 stellte Oltcit nicht einmal die Hälfte der anvisierten Stückzahl her. Im Jahr 1986 wurden 16.000 Fahrzeuge hergestellt. Damals begann endlich der Export nach Frankreich, wo das Fahrzeug unter dem Namen Axel vermarktet wurde. Bei weiteren bilateralen Verhandlungen im Jahr 1986 hatten die Vertragspartner schwere Differenzen. Zwei Jahre später teilte Citroën der rumänischen Seite mit, dass man ab sofort weder CKD-Bausätze liefern noch fertige Fahrzeuge kaufen würde.
Als Ursache für das Scheitern der Kooperation wird in erster Linie die mangelhafte Produktionsqualität angegeben.
Mit seiner Entscheidung war Citroën de facto nicht mehr an diesem Unternehmen beteiligt. Die Fahrzeuge wiesen ohne die französischen Teile nun eine noch schlechtere Qualität auf.
Ab 1991 setzte das Nachfolgeunternehmen Automobile Craiova die Produktion des Fahrzeugs fort. Das Werk wurde 1993 bis 2006 von Daewoo Romania geführt und wird seit 2007 vom heutigen Unternehmen Ford Romania genutzt.

## Modelle

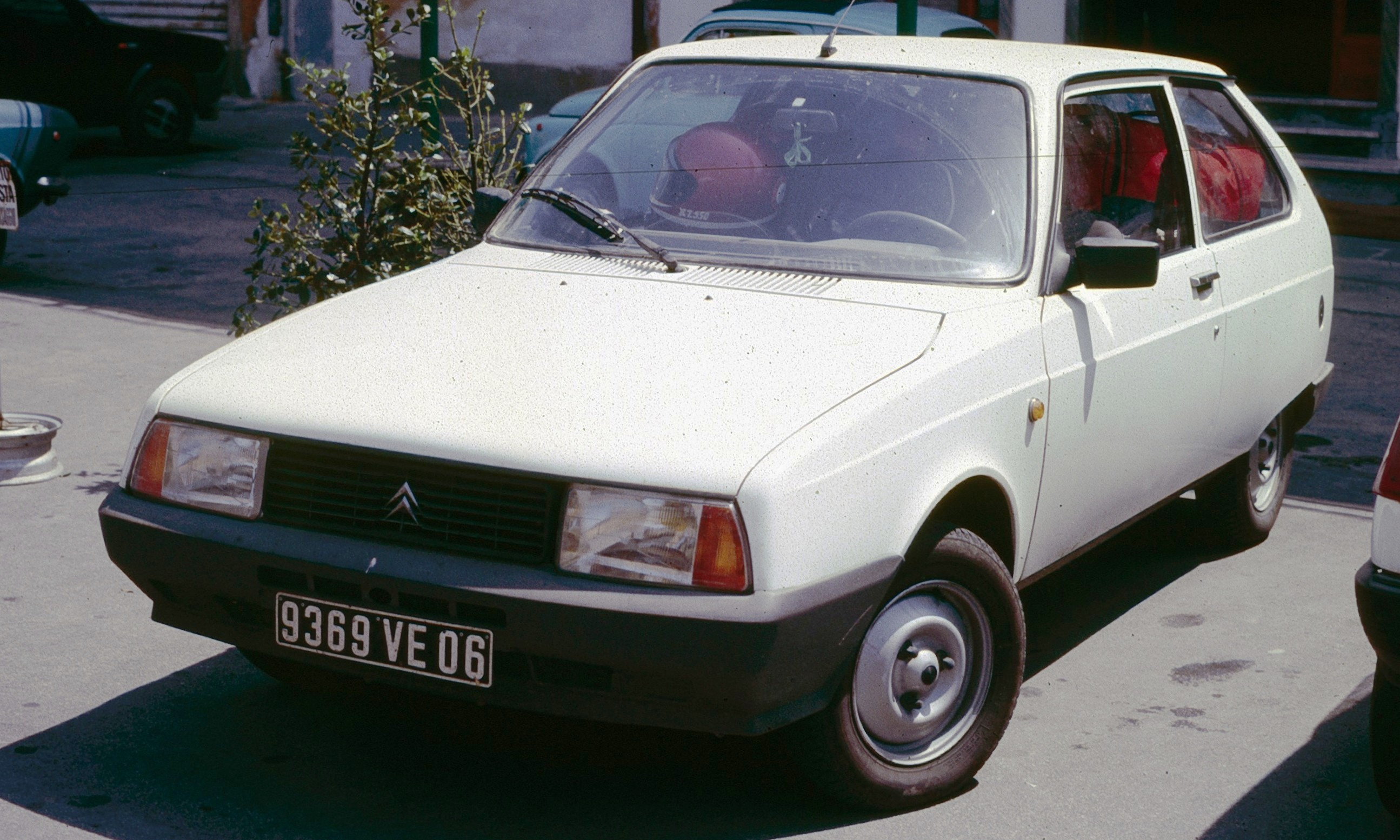
Citroën Axel (1984–1988)

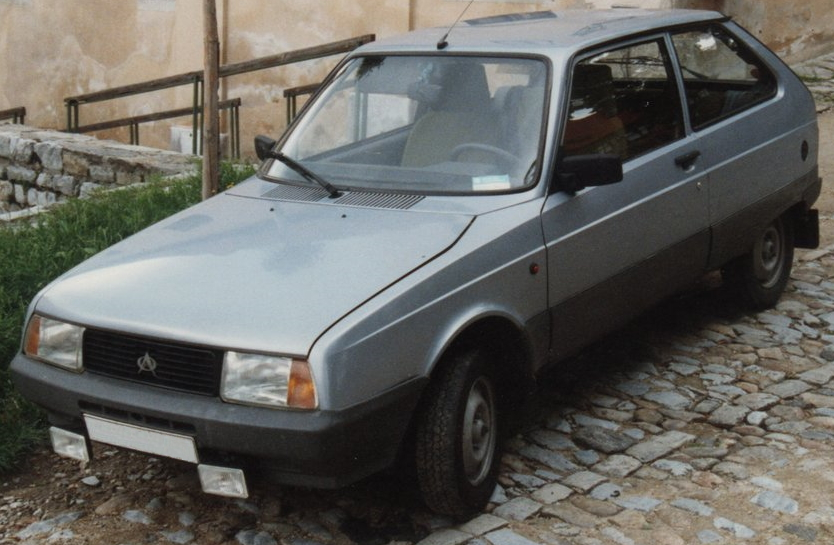
Oltcit Club (1981–1991)

Hergestellt wurde nur ein Modell, das zwischen 1984 und 1988 in Westeuropa unter dem Namen Citroën Axel verkauft wurde, Restbestände noch bis 1991. Der Verkauf in Osteuropa erfolgte unter dem Markennamen Oltcit.
Während das exportierte Modell wahlweise mit 1.129-cm³- (57 PS) oder 1.299-cm³- (61,5 PS) Viertakt-Motor erhältlich war, gab es den Oltcit in der Version Special mit Boxermotor mit zwei Zylindern, 652 cm³ und 30 PS (22 kW) aus dem Citroën Visa nicht in Westeuropa.
Im Jahr 1986 entstanden vier besondere Fahrzeuge als Cabriolet. Ein weiteres Modell Olda, das die Karosserie des Oltcit mit Dacia-Technik kombinierte und nach Kanada exportiert werden sollte, blieb ebenfalls ein in vier Exemplaren hergestellter Prototyp.